# Campeonato Mundial de Tiro de 1907
El XI Campeonato Mundial de Tiro se celebró en Zúrich (Suiza) en el año 1907 bajo la organización de la Federación Internacional de Tiro Deportivo (ISSF) y la Federación Suiza de Tiro Deportivo.

## Resultados

### Masculino
| Evento                             | Oro                               | Plata                                     | Bronce                                         |
| ---------------------------------- | --------------------------------- | ----------------------------------------- | ---------------------------------------------- |
| Rifle 3 posiciones 300 m           | Konrad Stäheli · Suiza · 987 pts. | Jean Reich · Suiza · 976 pts.             | Marcel Meyer de Stadelhofen · Suiza · 975 pts. |
| Rifle 3 posiciones 300 m (equipos) | Suiza · 4848                      | Bélgica · 4672                            | Francia 4651                                   |
| Rifle en pos. tendida 300 m        | Guillermo Ballmer Argentina 353   | Eugène Balme Francia 349                  | Konrad Stäheli · Suiza · 345                   |
| Rifle en pos. de rodillas 300 m    | Jean Reich · Suiza · 341          | Konrad Stäheli · Suiza · 339              | Ernst Stumpf · Suiza · 338                     |
| Rifle en pos. de pie 300 m         | Karl Wertgartner Austria 320      | Jean Reich · Suiza · 315                  | Paul Van Asbroek · Bélgica · 315               |
| Pistola 50 m                       | Paul Van Asbroek · Bélgica · 504  | Charles Paumier du Verger · Bélgica · 503 | Konrad Stäheli · Suiza · 495                   |
| Pistola 50 m (equipos)             | Bélgica · 2398                    | Suiza · 2395                              | Francia 2367                                   |

## Medallero
| Núm. | País      | Oro | Plata | Bronce | Total |
| ---- | --------- | --- | ----- | ------ | ----- |
| 1    | Suiza     | 3   | 4     | 4      | 11    |
| 2    | Bélgica   | 2   | 2     | 1      | 5     |
| 3    | Argentina | 1   | 0     | 0      | 1     |
|      | Austria   | 1   | 0     | 0      | 1     |
| 5    | Francia   | 0   | 1     | 2      | 3     |
|      | TOTAL     | 7   | 7     | 7      | 21    |